# Stráž nad Ohří
Pour les articles homonymes, voir Stráž.
Stráž nad Ohří (en allemand : Warta) est une commune du district et de la région de Karlovy Vary, en République tchèque. Sa population s'élevait à 600 habitants en 2020.

## Géographie
Stráž nad Ohří est arrosée par l'Ohře et se trouve à 9 km au nord-est d'Ostrov, à 18 km au nord-est de Karlovy Vary et à 104 km à l'ouest-nord-ouest de Prague.
La commune est limitée par Loučná pod Klínovcem au nord, par Perštejn au nord et au nord-est, par Okounov à l'est, par la zone militaire de Hradiště au sud, par Vojkovice au sud-ouest et par Krásný Les à l'ouest.

## Histoire
La première mention écrite du village date de 1238.

## Administration
La commune se compose de neuf quartiers :
- Boč
- Kamenec
- Korunní
- Malý Hrzín
- Osvinov
- Peklo
- Smilov
- Srní
- Stráž nad Ohří